# Google Analytics
Google Analytics est un service gratuit d'analyse d'audience d'un site Web ou d'applications utilisé par plus de 10 millions de sites, soit plus de 80 % du marché mondial. 
En 2019, Google Analytics est le service d'analyse web le plus utilisé sur Internet. Google Analytics fournit un SDK qui permet de collecter des données d'utilisation à partir d'applications pour iOS et Android, connu sous le nom de Google Analytics for Mobile Apps,,.
Google Analytics fait l'objet de nombreuses mises à jour depuis sa création et en est maintenant à sa 4e version, GA4. GA4 est installé par Google Analytics par défaut et est une version renommée des propriétés (app + Web), que Google publie en 2019 en version bêta. GA4 remplace également Universal Analytics (UA),,. Une caractéristique notable de GA4 est son intégration naturelle avec BigQuery de Google, une fonctionnalité qui n'était auparavant disponible qu'avec GA 360 pour les entreprises. Cette évolution témoigne des efforts déployés par Google pour intégrer GA et ses utilisateurs gratuits dans une offre de cloud plus large.

## Historique
En mars 2005, Google rachète la société Urchin Software Corporation et sa suite de logiciels d’études de fréquentation de site Web. Le système d'analyse de trafic d'Urchin, nommé Urchin On Demand, qui était proposé au public pour 495 dollars américains par an (199 dollars juste après le rachat par Google), est mis à disposition gratuitement pour des sites au trafic inférieur à dix millions de pages vues par mois et par compte. En décembre 2007, Google passe du script urchin.js à ga.js pour offrir plus de fonctionnalités. En septembre 2010, le code de suivi évolue pour devenir asynchrone.
En octobre 2012, Google annonce le lancement de Universal Analytics permettant de mesurer plus facilement des utilisateurs entre appareils et s'adaptant aussi aux nouveaux usages sur Internet, notamment les téléphones mobiles et les objets connectés. En août 2017, a été introduit un nouveau script gtag.js ayant l'ambition d'unifier les différents tags de suivi de l'écosystème Google.
Le 14 novembre 2020, Google introduit Google Analytics 4, une évolution radicale qui opère un changement majeur pour mesurer la fréquentation des sites web et applications mobiles. GA4 se base non plus sur les sessions mais sur les évènements déclenchés par les utilisateurs (une page vue, un clic, un visionnage de vidéo, un téléchargement de document…). L'argument de Google est de pouvoir fournir un outil qui réponde aux évolutions des usages et de l'écosystème numérique. En effet, les utilisateurs naviguent entre plusieurs supports différents : site internet, applications mobiles, télévision connectée, ou encore sur les consoles de jeux vidéo.
En février 2022, la CNIL annonce que Google analytics n'est pas conforme au RGPD. Google annonce le 16 mars 2022 la fin de la version Universal Analytics pour le 1er juillet 2023. À partir de cette date, Universal Analytics cesse de collecter de nouvelles données et est remplacé par Google Analytics 4 en tant que principale plateforme d'analyse,. Google a déjà annoncé ce changement en mars 2022. Alors que les utilisateurs ont la possibilité d'utiliser Universal Analytics jusqu'à la date limite de juillet 2023, aucune nouvelle donnée n'est ajoutée à UA depuis sa fermeture. Le 1er juillet 2024, tous les utilisateurs, y compris GA 360, perdront l'accès à toutes les propriétés d'Universal Analytics.  

## Confidentialité et légalité en Union européenne
Google Analytics soulève des problèmes de confidentialité. Chaque fois qu'un utilisateur visite un site web qui intègre Google Analytics, Google suit cette visite via l'adresse IP de l'utilisateur, qui permet d'identifier et de déterminer sa position géographique approximative. Cependant, en partie en raison du Règlement général sur la protection des données (RGPD), la plupart des navigateurs internet autorisent les utilisateurs à refuser les cookies de suivi Google Analytics. Il est aussi possible d'anonymiser l'IP des visiteurs via une configuration spécifique de Google Analytics.[réf. nécessaire]

### Légalité en Union européenne
En 2011, le commissaire à la protection des données de Hambourg indique que l'usage de Google analytics en Allemagne n'est pas conforme à la législation.
En janvier 2015, l'agence Associated Press signale que le site HealthCare.gov a fourni l'accès aux données personnelles des utilisateurs, à des sociétés spécialisées dans la publicité, en mentionnant Google Analytics.
Le 13 janvier 2022, l’autorité autrichienne de protection des données personnelles (Datenschutzbehörde ou DSB) estime qu’un site Internet portant sur le domaine de la santé ne respecte pas le RGPD dès lors qu'il utilise Google Analytics, du fait du transfert vers les États-Unis des données des internautes européens se rendant sur ce site,. Elle est rapidement suivie par l'autorité de protection des données personnelles des Pays-Bas. 
Pour la même raison, invoquant l'arrêt « Schrems II » de la Cour de justice de l’Union européenne en date du 16 juillet 2020, la CNIL déclare, le 10 février 2022, contraire à la loi sur les données personnelles en vigueur au sein de l'Union Européenne le recours à Google Analytics,,. Les utilisateurs de ce service sont donc contraints à recourir à d'autres outils d'analyses. Le gendarme des données personnelles propose une liste d'outils qu'il juge, après analyse, adéquats. En juin 2022, la CNIL tranche sur le fait qu'aucune configuration de Google Analytics ne permet de l'utiliser de manière légale et conforme au RGPD,.   
Le 23 juin 2022, l'Italie déclare elle aussi l'outil google analytics illégal, suivie le 26 janvier 2023 de la Finlande.

### Blocage deGoogle Analytics
Pour des personnes soucieuses de la vie privée, Google Analytics, qui est incorporé à de nombreux sites web, peut être une cause d'inquiétudes. Il existe différentes manières d'empêcher son navigateur d'envoyer des données à Google Analytics. On peut citer notamment, sous Firefox, des extensions comme uBlock Origin, NoScript, Ghostery ou Adblock Plus. La méthode recommandée par Google, sous Chrome, est l'utilisation de l'extension Désactivation de Google Analytics.
Depuis juin 2019 et la sortie de Firefox version 67, Firefox bloque par défaut les traceurs dont Google Analytics en mode navigation privée uniquement.
Apple a envisagé de bloquer Google Analytics sur Safari, le projet est finalement abandonné mais Google Analytics est contraint à certaines limites.

## Fonctionnement
La stratégie commerciale de Google quant à la rentabilisation du produit Analytics réside essentiellement dans la consommation en parallèle d'un autre service, AdWords, régie publicitaire payante. À titre d'indication, on peut lire sur le tableau d'administration d'Analytics : « Augmentez le trafic ciblé de votre site, utilisez AdWords avec votre compte Google Analytics. »

### Intégration avec d'autres services Google
Il est possible de lier une propriété Google Analytics avec un ou plusieurs comptes Google Ads, Google AdSense ou Google Ad Exchange. Une liaison avec les Google Search Console est aussi proposée, même si ces données ne peuvent pas réellement être interconnectées avec les autres statistiques récoltées. Il se connecte également à d'autres produits édités par d'autres que Google.  
Google propose un service Web (API) permet de récupérer des informations de Google Analytics sur les comptes dont il est propriétaire.  

### Évolution de l'outil

#### Usage des cookies
Jusqu'en 2013 et la sortie de Universal Analytics, Google Analytics utilisait par défaut 4 cookies qui expiraient à la fermeture du navigateur, après 30 minutes, 6 mois ou 2 ans. D'autres cookies pouvaient être enregistrés, notamment en cas d'utilisation de variables personnalisées.
À la sortie de Universal Analytics ces quatre cookies sont remplacés par un seul, intitulé _ga. Celui-ci comporte un identifiant appelé ClientId. En 2018, un nouveau cookie est introduit, intitulé _gid d'une durée de 24 heures, celui-ci permet l'identification entre différents navigateurs et ou appareils en utilisant les informations issues de Google Signals. 

#### Fonctionnalités d'Universal Analytics
La version 3 de l'outil, en service jusqu'au 1er juillet 2023, propose parmi ses fonctionnalités :
- suivi d'objectifs ;
- suivi d'événements ;
- suivi des recherches internes ;
- suivi en temps réel (lancé en septembre 2011) ;
- import de sources de coût externes ;
- groupement de contenus ;
- groupement de canaux d'acquisition ;
- entonnoirs multicanaux ;
- modèles d'attribution ;
- analyse des pages web ;
- mesure du temps de chargement ;
- création de tableau de bord ;
- création de rapports personnalisés ;
- suivi des transactions e-commerce ;
- explorateur d'utilisateurs (lancé en mai 2016) ;
- Google Signals (lancé en 2018).

Le 16 mars 2022, Google annonce la fin de Universal Analytics, version principalement utilisée depuis 2012.
Les utilisateurs de Google Analytics ont jusqu'au 1er juillet 2023 pour basculer leurs comptes de suivis sur Google Analytics 4. Au delà de cette date, les comptes utilisant encore Universal Analytics ne recevront plus de données d'appels. Il sera encore possible de consulter les données du compte pendant 6 mois, puis les données ne seront plus accessibles.
Le délai de transition est étendu au 1er octobre 2023 pour les utilisateurs de Universal Analytics 360, la version avancée et payante de Google Analytics.

### Google marketing platform
Une version payante, auparavant intitulée Google Analytics Premium, et renommée Google Analytics 360 Suite puis Google marketing platform, est destinée aux grandes entreprises et aux agences-web. Elle comprend :     
- des rapports non échantillonnés ;
- un échantillonnage effectué au niveau de la vue et non de la propriété ;
- le passage de 20 dimensions personnalisées à 200 ;
- l'intégration à Google BigQuery ;
- l'accès à l'ensemble des logiciels de la suite : Google Tag Manager, Google Optimize, Looker Studio (anciennement Google Data Studio), Google Surveys, Google Attribution, Google Audience Center ;
- un support professionnel.

### Autres outils de mesure d'audience
- Médiamétrie-estat
- AT Internet (éditeur de l'outil XiTi)
- Matomo (anciennement Piwik)